# Картал Їлмаз
Картал Кайра Їлмаз (тур. Kartal Kayra Yılmaz, нар. 4 листопада 2000, Ізміт) — турецький футболіст, півзахисник клубу «Бешикташ».
Виступав, зокрема, за клуби «Бешикташ» та «Бешикташ», а також молодіжну збірну Туреччини.

## Клубна кар'єра
Народився 4 листопада 2000 року в місті Ізміт. Вихованець футбольної школи клубу «Бешикташ». Дорослу футбольну кар'єру розпочав 2019 року в основній команді того ж клубу, в якій провів два сезони, взявши участь у 6 матчах чемпіонату. 
Протягом 2021—2022 років захищав кольори клубу «Умранієспор», де грав на правах оренди. Потім знову провів 3 матчі за «Бешикташ» у національному чемпіонаті, а протягом 2022—2023 років знову переданий в оренду «Умранієспору».
До складу клубу «Бешикташ» повернувся 2023 року. 

## Виступи за збірну
Протягом 2021–2022 років залучався до складу молодіжної збірної Туреччини. На молодіжному рівні зіграв у 7 офіційних матчах.

## Статистика виступів

### Статистика клубних виступів
| Сезон             | Команда           | Чемпіонат         | Чемпіонат | Чемпіонат | Національний кубок | Національний кубок | Національний кубок | Континентальні кубки | Континентальні кубки | Континентальні кубки | Інші змагання | Інші змагання | Інші змагання | Усього | Усього |
| Сезон             | Команда           | Ліга              | Ігор      | Голів     | Ліга               | Ігор               | Голів              | Ліга                 | Ігор                 | Голів                | Ліга          | Ігор          | Голів         | Ігор   | Голів  |
| ----------------- | ----------------- | ----------------- | --------- | --------- | ------------------ | ------------------ | ------------------ | -------------------- | -------------------- | -------------------- | ------------- | ------------- | ------------- | ------ | ------ |
| 2019–20           | «Бешикташ»        | СЛ                | 5         | 0         | КТ                 | 0                  | 0                  | ЛЄ                   | 2                    | 0                    |               | -             | -             | 7      | 0      |
| 2020-січ. 2021    | «Бешикташ»        | СЛ                | 1         | 0         | CT                 | 1                  | 0                  | ЛЧ+ЛЄ                | 0                    | 0                    |               | -             | -             | 2      | 0      |
| січ.-черв. 2021   | «Умранієспор»     | 1L                | 15        | 0         | КТ                 | -                  | -                  |                      | -                    | -                    |               | -             | -             | 15     | 0      |
| 2021–22           | «Умранієспор»     | 1L                | 30        | 1         | КТ                 | 2                  | 0                  |                      | -                    | -                    |               | -             | -             | 32     | 1      |
| серп. 2022        | «Бешикташ»        | СЛ                | 3         | 0         | КТ                 | -                  | -                  |                      | -                    | -                    |               | -             | -             | 3      | 0      |
| серп. 2022–23     | «Умранієспор»     | СЛ                | 16        | 0         | КТ                 | 3                  | 0                  |                      | -                    | -                    |               | -             | -             | 19     | 0      |
| Усього за кар'єру | Усього за кар'єру | Усього за кар'єру | 70        | 1         |                    | 6                  | 0                  |                      | 2                    | 0                    |               | -             | -             | 78     | 1      |